# Корнелія Лентула (дружина Сабіна)
Корнелія Лентула (Cornelia Lentula бл. 1  —39) — римська матрона часів ранньої Римської імперії.

## Життєпис
Походила з патриціанського роду Корнеліїв Лентулів. Донька Косса Корнелія Лентула, консула 1 року до н. е. Про молоді роки замало відомостей.
Стала дружиною Гая Кальвізія Сабіна, консула 26 року. Супроводжувала чоловіка до провінції Паннонії, куди останнього призначено імператорським легатом. 
За свідченням Тацита побажала дізнатися про устрій військового табору, для чого пробралася туди в одязі легіонера. Тут дізналася відомості, що її цікавили. Незабаром вступила в інтимний зв'язок з військовим трибуном Тітом Вінієм, з ним Корнелію було виявлено під час сексу на головній площі табору. 
Після повернення Корнелії разом з чоловіком до Риму в 39 році проти них було порушено судову справу. Проте подружжя наклало на себе руки, не чекаючи на винесення вироку.